# Мансанильо (Куба)
Мансани́льо (исп. Manzanillo) — город и муниципалитет в провинции Гранма, Куба. 
Мансанильо является 14-м крупнейшим городом государства и страны Куба, но не являющимся административным центром провинции.

## Географическое положение
Мансанильо расположен в юго-восточной части страны. Порт на берегу залива Гуаканаябо, вблизи места впадения в него реки Кауто. 

## История
Город был основан в 1784 году и являлся местом четырёх сражений в ходе испано-американской войны.
В 1977 году здесь был построен и введён в эксплуатацию завод по производству оросительного оборудования, позднее — завод по производству аккумуляторов. В начале 1980-х годов население города составляло около 90 000 человек (с учётом пригородов — около 100 000 человек), крупнейшими предприятиями являлись судоверфь, завод по производству минеральных удобрений, завод по производству корда и кожевенный завод. Также действовали предприятия по переработке рыбы, швейные предприятия и небольшие предприятия пищевой промышленности местного значения.

## Современное состояние
В 2004 году население муниципалитета Мансанильо составляло 130 789 человек. Площадь муниципалитета — 498 км².
Промышленность представлена лесопилками, рыбоконсервными заводами, предприятиями по производству мелассы, сигар и изделий из кожи. Сельское хозяйство базируется на выращивании кофе, сахарного тростника, риса, фруктов, табака, и на разведении крупного рогатого скота. В пределах муниципалитета имеются месторождения цинка и меди.
Город обслуживается аэропортом Сьерра-Маэстра.

## Уроженцы
- Э. Вилар